# Lumban Suhi Suhi Dolok
Lumban Suhi Suhi Dolok is een bestuurslaag in het regentschap Samosir van de provincie Noord-Sumatra, Indonesië. Lumban Suhi Suhi Dolok telt 936 inwoners (volkstelling 2010).